# Curt Bladh
Curt Sune Bladh, född 19 april 1942 i Timrå, död 25 juni 2016 i Solna, var en svensk journalist och författare. Bladh var mångårig medarbetare och kulturredaktör på Sundsvalls Tidning. Han gav ut ett antal böcker, varav flera med anknytning till hemstaden Sundsvall och landskapet Medelpad.

## Priser och utmärkelser
- 2004 – Gun och Olof Engqvists stipendium som utdelas av Svenska Akademien.
- 2010 – Olof Högbergplaketten[2]